# Djilali Hakiki
Pour les articles homonymes, voir Hakiki.
Djilali Hakiki, né le 28 mars 1907 à Mascara et mort le 12 août 1962 à Perrégaux, est un homme politique français. 
Il est député d'Oran de 1951 à 1955 et sénateur d'Oran-Tlemcen de 1959 à 1962.

## Biographie
Son père est issu d'une lignée de caïds et de bachagas, il fréquente l'école de Perrégaux où il obtient son BEPC ; propriétaire terrien et bachaga-caïd dès 1934, son beau-père est lui-même bachaga et commandeur de la Légion d'Honneur ; à partir de 1939, il consacre une partie de son temps à l'aide aux personnes déshéritées. 
Ancien combattant de la guerre 1939-1945, chevalier de la Légion d'Honneur, officier d'académie, titulaire du mérite agricole, député du département d'Oran du 17 juin 1951 au 1er décembre 1955 inscrit Républicain radical et radical-socialiste, le 31 mars 1955 il vote en faveur de l'état d'urgence en Algérie. Le 18 octobre 1955, il dépose une proposition de résolution tendant à inviter le gouvernement à édifier une centrale de production d'énergie atomique en Algérie ; sénateur d'Oran-Tlemcen de 1959 à 1962,,.